# 铃木孝幸
铃木孝幸（日语：／ Suzuki Takayuki，1987年1月23日—），日本男子游泳运动员。他曾代表日本参加2004年、2008年、2012年和2020年夏季残疾人奥林匹克运动会游泳比赛，获得二枚金牌、三枚银牌和五枚铜牌。